# Митчелл, Маргарет Хоуэлл
Маргарет Хоуэлл Митчелл (1901—1988) — первая международно признанная орнитолог Канады.

## Биография
Родилась в Торонто. Вышла замуж в 1927 году. В 1957 стала автором монографии о птицах Бразилии, в которой некоторое время жила. В 1954 опубликовала в The Auk и Wilson Bulletin статьи об открытой птице. Открыла не менее 289 видов птиц. Затем продолжила наблюдения в Британии, на Барбадосе и северо-востоке Канады. После нескольких ударов была инвалидом-колясочником до конца своих дней.